# Familiar
Familiar è un singolo del cantante britannico Liam Payne e del cantante colombiano J Balvin, pubblicato il 20 aprile 2018 come quinto estratto dal primo album in studio di Liam Payne LP1.

## Descrizione
Tredicesima traccia dell'album, Familiar è un brano di musica latina.

## Accoglienza
Rianne Houghton di Digital Spy ha considerato la canzone «un eccellente tentativo di ricreare Despacito».

## Video musicale
Il video musicale è stato reso disponibile il 4 maggio 2018.

## Tracce
Testi e musiche di Mike Sabath, Gamal "LunchMoney" Lewis, Sean Douglas e José Álvaro Asorio Balvin.
1. Familiar – 3:16

## Formazione
Musicisti
- Liam Payne – voce
- J Balvin – voce
- Mike Sabath – chitarra

Produzione
- Mike Sabath – produzione
- Șerban Ghenea – missaggio
- John Hanes – assistenza al missaggio
- Randy Merrill – mastering

## Classifiche

### Classifiche settimanali
| Classifica (2018) | Posizione massima |
| ----------------- | ----------------- |
| Australia         | 95                |
| Austria           | 65                |
| Belgio (Fiandre)  | 73                |
| Belgio (Vallonia) | 10                |
| Canada            | 61                |
| Croazia           | 14                |
| Estonia           | 24                |
| Germania          | 50                |
| Grecia            | 20                |
| Irlanda           | 22                |
| Lettonia          | 42                |
| Libano            | 4                 |
| Polonia           | 13                |
| Portogallo        | 52                |
| Regno Unito       | 14                |
| Repubblica Ceca   | 39                |
| Romania           | 29                |
| Russia            | 63                |
| Slovacchia        | 19                |
| Slovenia          | 36                |
| Spagna            | 65                |
| Stati Uniti       | 119               |
| Svezia            | 46                |
| Svizzera          | 52                |
| Ucraina           | 104               |
| Ungheria          | 21                |

### Classifiche di fine anno
| Classifica (2018) | Posizione |
| ----------------- | --------- |
| Belgio (Vallonia) | 69        |
| Croazia           | 68        |
| Islanda           | 52        |
| Regno Unito       | 91        |